# All-Burma Students’ Democratic Front

Fahne der All-Burma Students’ Democratic Front

Die All-Burma Students’ Democratic Front (Birmanisch မြန်မာနိုင်ငံလုံးဆိုင်ရာကျောင်းသားများဒီမိုကရက်တစ်တပ်ဦး ABSDF) ist eine Widerstandsgruppe gegen das Militärregime in Myanmar, dem ehemaligen Birma. Sie nennen sich selber die weltweit einzige Studentenarmee.

## Geschichte
Die Gruppe wurde nach den Unruhen im Jahre 1988 im November 1988 in Yangon von im Exil lebenden birmanischen Studenten gegründet. Die ABSDF besitzt einen bewaffneten Arm, der auf Seiten ethnischer Minderheitenarmeen, besonders auf Seiten der Kachin Independent Army und der Karen National Union gegen das birmanische Militärregime unter dem Staatsrat für Frieden und Entwicklung (SPDC) kämpfte. Während der Zeit der Zivilregierungen und der Zeit der Waffenstillstände unternahm die ABSDF keine Operationen gegen das Militär, die Polizei und den Grenzschutz der Zentralregierung, sondern beschützte und hielt ihre Basen. Nach dem Militärputsch beteiligt sich die ABSDF an Operationen gemeinsam mit verbündeten bewaffneten ethnischen Organisationen.
Nach jahrzehntelangen Kämpfen gegen die Zentralregierung unterschrieb die ABSDF den Nationaler Waffenstillstandsvertrag von 2015. Gespräche mit der Regierung und inoffizielle Waffenstillstände hatte es bereits seit 2012 gegeben. Im August 2013 wurde dann ein erster Waffenstillstandsvertrag unterschrieben. Nach mehr als 25 Jahren bewaffneter Kampf gegen die Zentralregierung der erste Frieden. Nach dem Sturz der gewählten Zivilregierung durch das Militär nahm sie ihren Kampf gegen die Zentralregierung das State Administration Council wieder auf. Die ABSDF verbündete sich mit der Exilregierung des Landes. Die ABSDF ist im Karen-Staat, im Mon-Staat und im Kachin-Staat aktiv. Ihre Stärke wurde in der Vergangenheit auf 1.000 Mannschaften darunter 200 Frauen geschätzt. In Kämpfen wurden über 700 Mitglieder der Organisation getötet. Die ABSDF besitzt kein eigenes im Waffenstillstand zugewiesenes Waffenstillstandsgebiet, sondern operierte in den Gebieten von anderen bewaffneter ethnischer Organisationen. In ihren Glanzzeiten war die ABSDF 10.000 Mannschaften stark. Heute verfügt sie über 9 Base Camps in verschiedenen Landesteilen.

## Ziele
Das Hauptziel der ABSDF ist es, die burmesische Bevölkerung von der Unterdrückung durch das Militär zu befreien. Ihre Motive sind stark von demokratischen Werten, dem Wunsch nach politischer Freiheit und der Achtung der Menschenrechte geprägt. Politisch fördert die ABSDF föderale Systeme.

## Verwechslungsgefahr
die ABSDF darf nicht mit der Student Armed Force (Birmanisch ကျောင်းသားလက်ရုံးတပ်တော် kurz SAF) verwechselt werden. Die SAF wurde erst nach dem Putsch am 1. Februar 2021 gegründet und gilt als Gruppierung der Arakan Army (Kurz AA).